# Itapuca
Itapuca este un oraș în Rio Grande do Sul (RS), Brazilia.